# Provincia de Alto Uele
Alto Uele (en francés: Haut-Uele) es una de las veintiséis provincias de la República Democrática del Congo; es una de las nuevas divisiones políticas en que el país fue dividido de acuerdo con la Constitución de 2005. Su capital es Isiro. El distrito toma su nombre del río Uele.

## Historia
Antes de 2015, Alto Uele fue administrado como un distrito como parte de la provincia Oriental.

## Administración
Las principales comunidades son Niangara, Dungu, Faradje, Watsa, Rungu, Isiro y Wamba. La capital es la ciudad de Isiro.
Los territorios son:
- Dungu
- Faradje
- Niangara
- Rungu
- Wamba
- Watsa